# Alejandro Rodríguez López
Alejandro Rodríguez López (Albacete, 17 de juny de 1964), és un futbolista castellanomanxec retirat, que jugava en la posició de lateral dret.

## Trajectòria esportiva
Alejandro Rodríguez va donar els seus primers passos professionals en el club de la seva ciutat, l'Albacete Balompié, en el qual va debutar en la temporada 1983/84, i on va romandre fins a la temporada 1986/87, quan va ser cedit a l'AP Almansa, on va estar mitja temporada, retornant a l'Albacete Balompié, on jugaria la resta d'aquest any i la temporada 1987/88.
La seva bona tasca no va passar desapercebuda per a clubs de superior categoria, i el CE Castelló de la Segona Divisió es va fer amb els seus serveis. Només arribar a Castelló, el jugador va tenir la desgràcia d'inaugurar la sèrie de tres accidents de trànsit de jugadors albinegres, juntament als de José Hurtado l'any següent i el de Dobrovolski el 1991. Hi va romandre dues temporades (1988-89 i 1989-90), assolint respectivament l'ascens a Primera Divisió i la permanència, deixant un bon record. L'estiu de 1990 no se li va renovar el contracte en considerar les seves pretensions econòmiques d'onze milions per temporada eren excessives.
Posteriorment, jugaria en el Real Burgos CF, les temporades 1990-91, 1991-92 i 1992-93. És recordat pels seguidors del Burgos per un gol al Camp Nou de Barcelona que va ser qualificat com un dels millors de la temporada 1991-92.
Després de descendir el club burgalès va tornar a l'Albacete Balompié on va jugar les temporades 1993-94 i 1994-95, per a posteriorment penjar les botes en l'Hellín Deportivo.

## Altres mèrits
- 1 campionat de Segona divisió i ascens: 1988/98 amb el CE Castelló.
- 1 ascens a Segona divisió: 1984/85 amb l'Albacete Balompié.